# The 60th Anniversary Thai Cycling Association
O The 60th Anniversary Thai Cycling Association são duas provas profissionais femininas, uma por etapas e outra de um dia que se disputam na Tailândia denominadas respectivamente como The 60th Anniversary "Thai Cycling Association" e The 60th Anniversary "Thai Cycling Association"-The Golden Era Celebration.
A primeira edição de ambas provas se realizou em 2019 fazendo parte do calendário internacional feminino da UCI como concorrências de categoria 2.1 e 1.1 respectivamente.

## Palmarés

### The 60th Anniversary "Thai Cycling Association"
(prova por etapas)
| Ano  | Vencedor      | Segundo           | Terceiro   |
| ---- | ------------- | ----------------- | ---------- |
| 2019 | Yumi Kajihara | Jutatip Maneephan | Kim Hyunji |

### The 60th Anniversary "Thai Cycling Association" - The Golden Era Celebration
(prova de um dia)
| Ano  | Vencedor          | Segundo       | Terceiro   |
| ---- | ----------------- | ------------- | ---------- |
| 2019 | Jutatip Maneephan | Yumi Kajihara | Seon-ha Yu |

## Palmarés por países
| País  | Vitórias |
| ----- | -------- |
| Japão | 1        |

| País      | Vitórias |
| --------- | -------- |
| Tailândia | 1        |